# SMS Friedrich Carl (1867)
El SMS Friedrich Carl fue un buque de guerra blindado (ironclad) construido para la Armada de Prusia a mediados de la década de 1860 y, desde 1871, parte de la Marina Imperial alemana. El buque fue construido por los astilleros Société Nouvelle des Forges et Chantiers de Tolón; su quilla fue puesta en grada en 1866 y fue botado en 1867. El buque fue asignado a la armada prusiana en enero de 1867. Fue el tercer ironclad en ser ordenado por Prusia tras el SMS Arminius y el SMS Prinz Adalbert, aunque fue el cuarto en ser adquirido, ya que el SMS Kronprinz, que fue ordenado posteriormente, entró antes en servicio que el Friedrich Carl.
El Friedrich Carl sirvió con la flota desde que fue asignado en 1867 hasta 1895, cuando fue retirado de la primera línea para servir como buque escuela. Durante la Guerra Franco-Prusiana, entre 1870 y 1871, el buque formó parte de la principal escuadra alemana bajo el mando del vicealmirante Jachmann. Sin embargo, los problemas con su maquinaria fueron una constante tanto en el Friedrich Carl como en otros dos buques de la escuadra, por lo que solo efectuó dos salidas desde el puerto de Wilhelmshaven para desafiar el bloqueo francés, sin que en ninguna de estas dos salidas se produjese el enfrentamiento entre ambas flotas. 
El Friedrich Carl también fue desplegado en España durante la Revolución cantonal en 1873, durante la cual colaboró en la captura de tres buques cantonales en dos acciones. El buque fue modernizado en los astilleros imperiales en Wilhelmshaven durante la década de 1880. 
Fue renombrado SMS Neptun en 1902 y usado en puerto hasta junio de 1905, cuando fue dado de baja en el registro naval. Al año siguiente, fue vendido a un desguace holandés para su desmantelamiento.

## Diseño

### Características generales
El Friedrich Carl tenía una eslora de 91,13 m en la línea de flotación y 94,14 m de eslora máxima. Su manga era de 16,6 m y su calado de 6,9 m a proa y 8,05 m a popa. El buque estaba diseñado para desplazar 5971 t con carga normal y 6932 t con carga de combate. El casco del buque estaba construido con una estructura transversal de hierro que lo dividía en ocho compartimentos estancos, y poseía un doble fondo que abarcaba un 76 % de la longitud del mismo.
El Friedrich Carl mostró unas excelentes cualidades marineras; era sensible a los comandos del timón y tenía un radio de giro moderado. Sin embargo, estaba un poco desequilibrado y era necesario mantener el timón girado 6 grados a babor para mantener el rumbo recto. La tripulación del buque estaba compuesta por 33 oficiales y 498 hombres entre suboficiales y marinería, y mientras servía como buque insignia la tripulación se veía aumentada con 6 oficiales y 35 hombres entre suboficiales y marinería. El Friedrich Carl transportaba varias embarcaciones menores de distintas clases incluidas una gran gabarra, dos lanchas, una pinaza, dos cúteres, dos yolas, y un bote.
La potencia era suministrada por una máquina de vapor horizontal de dos cilindros y simple expansión, a la que le suministraba el vapor un total de 6 calderas repartidas en dos salas con 11 hogares que suministraban a la máquina vapor a 2 atmósferas, aportando en total una potencia de 300 CV a la única hélice de cuatro palas y ø6 m. Toda esta maquinaria le permitía alcanzar una velocidad de 13 nudos, llegando durante sus pruebas de mar 3550 CV y 13,5 nudos. El buque portaba 624 t de carbón, lo que le permitía una autonomía de 2 210 millas náuticas a una velocidad de crucero de 10 nudos. Un aparejo de bergantín de 2010 m² suplementaba a la máquina de vapor, aumentando levemente la autonomía del mismo. La dirección era controlada por un único timón.

### Armamento y blindaje
Originalmente, el Friedrich Carl estaba equipado con 26 cañones de ánima rayada de 72 libras. Tras su entrega a Prusia, estos cañones fueron reemplazados por dos cañones de 210 mm L/22 y catorce de 210 mm L/19. Los L/22 tenían un ángulo de disparo vertical desde los -5 grados hasta una elevación máxima 13 grados, lo que les daba un alcance máximo de 5900 metros. Los L/19 tenían un ángulo de disparo vertical que iba desde los −8 hasta los 14,5 grados, pero al tener una menor velocidad inicial, debido a la menor longitud del cañón, reducía el alcance hasta los 5200 m. Los dos tipos de cañones disparaban el mismo tipo de proyectil, para lo que contaban a bordo con un total de 1656 proyectiles. Los catorce cañones L/19 fueron colocados en una batería central a mitad del buque, siete de ellos por banda. Los L/22 fueron colocados en los extremos del buque. Posteriormente, le fueron añadidos seis cañones de revólver y cinco tubos lanzatorpedos de 350 mm. Dos de los tubos fueron colocados en la proa, uno en cada costado y el último a popa, todos ellos sobre el agua y con un suministro total de 12 torpedos.
El blindaje del Friedrich Carl consistía en planchas de hierro sobre placas de teca. El cinturón en la línea de flotación tenía un espesor de 114 mm de hierro sobre 254 mm de teca. La batería central estaba protegida por 114 mm de hierro sobre 260 mm de madera de teca. La cubierta de la batería estaba protegida por placas de hierro de 9 mm de espesor. El puesto de mando disponía de un blindaje de 114 mm de hierro sobre 400 mm de teca.

## Historial de servicio
La Armada de Prusia encargó el ironclad Friedrich Carl a astilleros franceses en 1865. Fue puesto en grada por el astillero Societé Nouvelles des Forges et Chantiers La Seyne en Tolón al año siguiente. El buque fue botado el 16 de enero de 1867 y concluyó sus obras rápidamente, a finales de ese mismo año. El Friedrich Carl fue entregado a Prusia en octubre de 1867 y asignado a la flota el día 3 del mismo mes.

### Guerra Franco-Prusiana
Al inicio de la Guerra Franco-Prusiana en 1870, la gran inferioridad numérica de la armada prusiana provocó que esta adoptara una postura defensiva contra el bloqueo impuesto por la armada francesa. El Friedrich Carl y los ironclads de batería lateral SMS Kronprinz y SMS König Wilhelm, junto con el pequeño ironclad SMS Prinz Adalbert, habían navegado a través del Canal de la Mancha antes de la declaración de guerra de Francia, zarpando desde Plymouth el 10 de julio con intención de navegar hasta las Azores. El 13, sin embargo, optaron por retornar a puerto ante el incremento de la tensión entre Francia y Prusia. Los buques arribaron a Wilhelmshaven el 16 de julio. Francia declaró la guerra a Prusia tres días después, el 19 de julio. El Friedrich Carl, el Kronprinz y el König Wilhelm fueron concentrados en el Mar del Norte, en el puerto de Wilhelmshaven. Posteriormente se les unió el buque torre SMS Arminius, que había sido estacionado en Kiel.
A pesar de la gran superioridad naval francesa, los insuficientes planes de preguerra desembocaron en que el asalto a las instalaciones navales prusianas solo fuera posible con asistencia danesa, aunque esto no llegó a producirse. Los cuatro buques bajo el mando del vicealmirante Jachmann realizaron una salida ofensiva en agosto de 1870 en el Banco Dogger, aunque no encontraron a la flota francesa. Tanto el Friedrich Carl como los otros dos ironclads de batería lateral sufrieron problemas crónicos en su maquinaria, lo que supuso que el Arminius hubo de asumir la responsabilidad de las operaciones navales desde ese momento. Los buques Friedrich Carl, Kronprinz y König Wilhelm se guarecieron en la isla de Wangerooge (Frisias orientales) la mayor parte del conflicto, mientras que el Arminius fue estacionado en la desembocadura del río Elba. El 11 de septiembre los tres ironclads estaban listos para el combate y se unieron al Arminius con el objetivo de desarrollar una nueva operación en el mar del Norte. Sin embargo, no llegó a producirse ningún enfrentamiento porque, para entonces, la flota francesa ya se había refugiado en su país.

### Despliegue en España

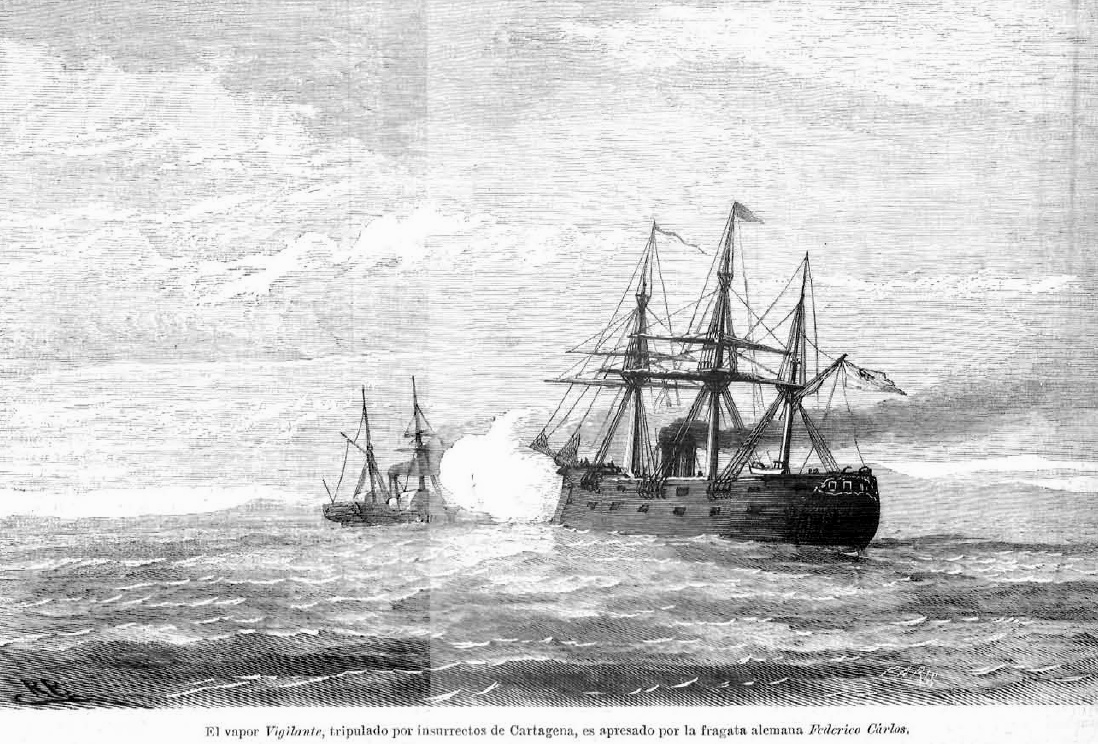
Captura del vapor Vigilante por parte de la SMS Fiedrich Cark

A comienzos de 1873, durante la Primera República Española, tuvo lugar la Revolución Cantonal. El Friedrich Carl, bajo el mando del vicealmirante Reinhold Werner, navegó hasta aguas españolas junto a otros dos buques no blindados. Los buques se unieron a la escuadra británica, que patrullaba la costa sudeste de España. Las fuerzas cantonales habían tomado el control de cuatro de los siete ironclads con los que contaba la Armada Española, así como de varias fragatas con casco de madera y vapores de guerra. El almirante Werner, oficial de mayor graduación del grupo, tomó el mando de las fuerzas anglogermanas. La escuadra bloqueó a dos de los ironclads en el puerto de Cartagena tras el bombardeo de pueblos costeros por parte de estos. El 23 de julio, mientras navegaba con rumbo a Alicante, el Friedrich Carl se encontró con el vapor de guerra Vigilante con Antonio Gálvez Arce a bordo y lo capturó, alegando el decreto de piratería del gobierno central del 20 de julio y que enarbolaba un pabellón no reconocido internacionalmente, la bandera roja del Cantón. El Vigilante, enviado a Gibraltar, fue devuelto a las fuerzas gubernamentales tras largas negociaciones. Los cantonalistas consideraron declarar la guerra a Alemania tras esta captura, pero finalmente se optó por no hacerlo, entre otras cuestiones porque esta captura se había realizado sin la autorización de Berlín.
La fragata de hélice Almansa y la fragata blindada Vitoria, zarparon desde Cartagena «hacia una potencia extranjera» (es decir, a Almería), para intentar que se adhiriesen a la causa cantonalista, o en su defecto recaudar fondos para el Cantón de Cartagena. Al negarse la ciudad a pagar, fue bombardeada y tomada por los cantonalistas, quienes se cobraron ellos mismos el tributo. Después se dirigieron a Málaga para tratar de atraer a la ciudad a la causa cantonalista, pero el 1 de agosto de 1873, las fragatas blindadas SMS Friedrich Carl y HMS Swiftsure, alemanas y británicas respectivamente, bajo el mando conjunto de Reinhold von Werner, capturaron a los buques cantonales en virtud del decreto del gobierno español que declaraba piratas a las fuerzas navales del cantón, pero sin recibir autorización ni de Londres ni de Berlín. En el enfrentamiento, las fuerzas anglogermanas, capturaron sin casi oposición ambos buques, devolviéndolos posteriormente de nuevo tras arduas negociaciones a las fuerzas gubernamentales en Gibraltar. La poca oposición a la captura, fue debida a que a bordo de la Almansa se encontraba el general Contreras, uno de los líderes de las fuerzas cantonalistas, y a que se trataba de una fragata de madera frente a dos blindadas, razón que también motivó que la Vitoria se rindiera sin oponer resistencia para evitar represalias contra el general y los 400 tripulantes de la Almansa.
Tras esta última acción, el Friedrich Carl retornó a Alemania con Werner apartado del mando. El canciller Otto von Bismarck ordenó un consejo marcial contra el almirante Werner, cuyas acciones consideró excesivas. Bismarck prohibió a la Marina Imperial alemana actuar según la «diplomacia de cañonero» en el futuro.
Durante este despliegue formó parte de su tripulación, como uno de sus oficiales, el que posteriormente llegaría a ser comandante y arquitecto de la Marina Imperial, Alfred von Tirpitz.

### Últimos servicios
En 1885 se le instalaron al Friedrich Carl redes antitorpedos, que conservó hasta 1897. En este período fue utilizado como buque escuela, formándose en él, entre otros, los que llegarían a ser comandantes de la Flota de Alta Mar Franz von Hipper y su predecesor, y posteriormente comandante de la Marina Imperial, Reinhard Scheer. En 1895 fue desarmado y continuó siendo utilizado para pruebas con torpedos desde el 11 de agosto de ese año hasta el 21 de enero de 1902, cuando fue renombrado SMS Neptun y usado para distintos servicios en puerto. Su anterior nombre fue empleado en un nuevo crucero acorazado, el SMS Friedrich Carl, botado el 22 de junio de 1902. El Neptun fue dado de baja el 22 de junio de 1905 y vendido en marzo de 1906 a una firma holandesa para su desguace por 284 000 marcos de oro, tras lo cual fue remolcado hasta Holanda y desguazado.